# Everything Glows
Everything Glows è il settimo album, pubblicato nel 2000, del gruppo musicale D-A-D. 

## Tracce
1. Everything Glows
2. Nineteenhundredandyesterday
3. Road Below Me, The
4. Something Good
5. Sunstar
6. Evil Twin
7. Candy Bar
8. Kiss Between the Legs, A
9. I'm Not the Same
10. Summer Me Soon
11. As Common As

## Formazione
- Jesper Binzer - voce, chitarra
- Jacob Binzer - chitarra
- Stig Pedersen - basso
- Laust Sonne - batteria